# Жомини, Александр Генрихович
Барон Александр Генрихович Жомини (9 (21) января 1817 — 5 (17) декабря 1888) — русский дипломат и историк, действительный тайный советник (1875). Председатель Брюссельской конференции (1874). Один из основателей Русского исторического общества. Сын военного теоретика Генриха Жомини.

## Биография
Большая российская энциклопедия указывает, что Александр Жомини родился 9 (21) января 1817 года; по другим источникам — в 1814 году.
По окончании Пажеского корпуса в 1835 году вступил на службу в дипломатическое ведомство, где пользовался покровительством и доверием А. М. Горчакова. С 1856 года служил старшим советником министерства иностранных дел и в качестве превосходного стилиста предварительно просматривал все дипломатические документы. В частности, готовил ключевые циркуляры министерства иностранных дел, участвовал в разработке внешнеполитической доктрины.
По окончании Крымской войны ездил с особыми поручениями в Берлин, а в 1861 году — в Париж. Возглавлял российскую делегацию на Брюссельской конференции, призванной выработать способы уменьшения бедствий войны; поддерживал предложения Ф. Ф. Мартенса по гуманизации международного военного права (нашедшие впоследствии отражение в Гаагских конвенциях).
Жомини предостерегал против резких действий на Балканах и стремился предотвратить новую войну с Турцией, опасаясь повторения дипломатических неудач Крымской войны. В 1875 году управлял вместо государственного канцлера министерством иностранных дел. Когда война всё-таки разразилась, состоял в Бухаресте при князе Горчакове. Подготовил секретное соглашение с Австро-Венгрией по балканским вопросам.
В 1879 и 1880 годах исправлял должность товарища министра иностранных дел. С 1 апреля 1882 года — статс-секретарь. Незадолго до смерти Жомини предупреждал графа Пурталеса, что агрессивная политика Германии на Балканах обернётся катастрофическими последствиями для Европы.
В 1841 году барон Жомини женился на своей свойственнице (сестра мужа племянницы) Марии Иосифовне Юшковой (ум. 1886), дочери шталмейстера Двора ЕИВ. В петербургском доме Жомини жила его приёмная дочь Луиза Пети-де-Баронкур и её муж Михаил Ону.

Когда барон А. Г. Жомини приобрёл земельный участок в Ялте, на Екатерининской улице, площадью 550 квадратных саженей, пока не установлено. Весной 1883 года он стоял ещё не застроенным. В тот год Александр Генрихович поручил известному архитектору П. К. Теребенёву разработать проект, который был представлен в городскую управу в декабре 1883 года. Часто приезжая с весны 1884 года в Крым, для контроля за ходом дел на стройке, Жомини гостил в имении графа Д. А. Милютина, из дневников которого известно, что барон намеревался со временем окончательно поселиться в Ялте. Одной из причин переезда могло быть назначение Жомини статс-секретарём императора Александра III, что обязывало его бывать в Ливадии. Существует и другая версия: душеприказчицей барона в те годы был, Евдокия Филимоновна Дементьева (в замужестве Лищинская), тогда довольно молодая женщина (1860 года рождения), дочь не очень богатого купца II гильдии, которая не позднее 1882 года построила рядом с участком Жомини дом, в котором номера сдавались отдыхающим. Как оказалось, Александр Жомини и Евдокия Дементьева были любовниками и имели совместную дочь.
- Особняк Лищинской, около 1890 года.
- Современный вид фасада и памятник Лесе Украинке

К 1886 году двухэтажный дом из диоритового бута в стиле «крымского романтизма» был завершён. Стены левой части здания сложены лицевой кладкой в мозаичной технике, правые фасады — оштукатурены. Отдельный вход с лестницей, ведущей на деревянную веранду с резными перилами и столбами, расположен с левой стороны фасада, резные деревянные балконы украшают второй этаж, входы располагаются в эркере. Также в усадьбе имелись флигель и прачечная, перед домом были два бассейна, территория была огорожена: вначале деревянным забором, позже кованой оградой в виде ряда узких арок на каменном основании. Въезд был оформлен двумя четырёхугольными каменными столбами с цветочными вазонами наверху.
Летом 1886 года Жомини продал дом Евдокии Филимоновне. Вскоре после смерти Александра Генриховича Жомини
— в Петербурге, 5 (17) декабря 1888 года — Евдокия Филимоновна вышла замуж и стала Лищинской.  

## Сочинения
В 1855—1856 гг. Жомини подготовил для Горчакова обширный аналитический обзор дипломатии предыдущих царствований начиная с Екатерины II. В 1863 году Жомини составил (на основании материалов, доступных одному ему) первый очерк дипломатической истории Крымской войны, проливший яркий свет на её закулисную сторону; но в печати этот очерк смог появиться только через 11 лет и лишь анонимно: «Étude diplomatique sur la guerre de Crimée, par un ancien diplomate» (Париж, 1874; перепечатан в Петербурге в 1878 году). На русском языке и с именем автора («Россия и Европа в эпоху Крымской кампании») он был напечатан в «Вестнике Европы» (1886, кн. 2—10). Среди прочего Жомини показал, что война оказалась вредна не только для России, но и для её противников.

## Награды
В 1881 году барону Жомини был высочайше пожалован орден святого Александра Невского, украшенный бриллиантами «в ознаменование особенного внимания к отличным трудам в продолжение 25 лет по возложенным на него важным обязанностям»; а 5 декабря 1885 года, в день пятидесятилетия службы барона Жомини на дипломатическом поприще, ему была пожалована табакерка «с украшенным бриллиантами портретом Государя Императора». Также у него был орден Св. Владимира 1-й степени (1878), орден Почётного легиона (1867), другие иностранные награды.